# Tadeusz Chłapowski
Tadeusz Chłapowski herbu Dryja (ur. 2 lutego 1870 w Sośnicy, zm. 17 sierpnia 1938 w Krakowie) – przemysłowiec naftowy, działacz gospodarczy II RP, burmistrz Borysławia.

## Życiorys
Urodził się 2 lutego 1870 w wielkopolskiej Sośnicy jako syn Ludwika (1840–1910) i Aldony z Wolszlegierów (1848–1916). Był krewnym Dezyderego Chłapowskiego i bratem stryjecznym Alfreda Chłapowskiego.
Kształcił się w gimnazjum w Ostrowiu, następnie na Śląsku, gdzie zdał egzamin dojrzałości. Wstąpił do Armii Cesarstwa Niemieckiego, służył we wrocławskim pułku kawalerii, po czym wystąpił z wojska w 1896.
Postanowił podjąć pracę w ramach przemysłu naftowego. Od 1896 pracował w powiecie gorlickim w amerykańskim przedsiębiorstwie. Podjął pracę na stanowisku robotnika w Krygu-Dominikowicach. Następnie pracował w firmie „Wolski i Odrzywolski” w Grąziowej, jako pomocnik szybowy oraz wiertacz do połowy 1898. Po tym był zatrudniony przez 1,5 roku w Towarzystwie „Steaua Romana” w Rumunii, wpierw jako wiertacz, później jako kierownik kopalń. Potem odpowiadał za odwiert trzech szybów w Belgii. Po powrocie do kraju przeszedł do pracy w spółce akcyjnej Towarzystwo Naftowe „Galicja”, jako kierownik kopalń, potem dyrektor kopalń tego przedsiębiorstwa w Borysławiu, a po śmierci R. Adamowskiego od marca 1907 do końca życia dyrektor tegoż, pełniąc także funkcję członka rady nadzorczej i członka zarządu. Z niewielkiego przedsiębiorstwa „Galicja” pod jego szefowaniem rozrosła się do jednej z największych polskich firm w branży kopalnianych. W 1909 był współzałożycielem Izby Pracodawców w Przemyśle Naftowym w Borysławiu, od 1914 do końca życia prezesem. Od 10 czerwca 1917 pełnił funkcję wiceprezesem Krajowego Towarzystwa Naftowego, a od 1937 do 1938 był prezesem KTN.
Podczas I wojny światowej od 1915 do 1917 pełnił funkcję komisarza rządowego Borysławia. Od 1917 do 1932 był wicemarszałkiem powiatu drohobyckiego, a od 1923 do 1924 marszałkiem.
Udzielał się w działalności charytatywnej. Wraz z żoną utrzymywał Ochronkę im. św. Teresy dla ok. 70 najbiedniejszych dzieci Borysławia. 2 maja 1924 został odznaczony Krzyżem Oficerskim Orderu Odrodzenia Polski za zasługi położone na polu pracy samorządowej, społecznej i filantropijnej. W Borysławiu zamieszkiwał przy ulicy Gabriela Narutowicza 87.
Zmarł 17 sierpnia 1938 w sanatorium w Krakowie. Prowizorycznie został pochowany na cmentarzu Rakowickim w Krakowie (kwatera PAS 53-płd-po lewej Gieszczykiewiczów).
Jego żoną była Zofia z domu Zdzieńska herbu Korab (1887–1957). Ich dziećmi byli: Aldona (1907–1963) i Zygmunt (1909–1949).